# الغارة الجوية على مبنى المهندسين
في 31 أكتوبر 2023، قصف الجيش الإسرائيلي مبنى سكنيًا في قطاع غزة خلال عملياتها في غزة في الحرب الفلسطينية الإسرائيلية 2023، مما أسفر عن مقتل ما لا يقل عن 106 أشخاص، من بينهم 54 طفلاً. قالت هيومن رايتس ووتش إنه لم يكن هناك دليل على وجود أي أهداف عسكرية في المنطقة وقت الهجوم، مما يجعل الضربة جريمة حرب واضحة. لم يكن الحادث معروفًا للعامة حتى أبريل 2024.

## ضربة جوية
في 31 أكتوبر/تشرين الأول 2023، حوالي الساعة 2:30 بعد الظهر، ضربت أربع قذائف جوية المبنى السكني المعروف باسم مبنى المهندسين بفارق حوالي 10 ثوانٍ عن بعضها البعض مما أدى إلى تدميره بالكامل. وفي ذلك الوقت، كان ما لا يقل عن 350 شخصًا يحتمون في المبنى، 150 منهم على الأقل يبحثون عن مأوى بعد أن أجبروا على الفرار من منازلهم من أجزاء أخرى من غزة بسبب الهجمات الإسرائيلية.
ووصف حاتم عبده، الذي قُتل ابنه في الهجوم بينما كان يلعب كرة القدم في أحد الشوارع القريبة من المبنى، الهجوم قائلاً: "رأيت نحو 50 طفلاً وبعض الشباب في الشارع، بالقرب من الجانب الجنوبي من مبنى المهندس. ورأيت أن الجانب الشمالي من المبنى قد أصيب. وعلى الفور، ضربت القنبلة الثانية الجانب الجنوبي، والذي كان بوسعي رؤيته بوضوح من منزلي. ورأيت حطام المبنى يتساقط ويحاصر نحو 20 طفلاً، فضلاً عن بعض البالغين.
وقالت أميرة شاهين، التي فقدت 20 من أقاربها في الغارة: "لم يكن هناك أي شيء يدعو للقلق على الإطلاق قبل الهجوم. كنا جميعنا تقريباً نجلس في غرفتين، واحدة للرجال والأخرى للنساء. وكان بعضنا يضحك. وكنا قد خبزنا الخبز للتو، ولم تكن هناك أي علامات أو تحذير أو أي شعور بالخطر، وشعرنا بالأمان لأنه كان مبنى سكنيًا مليئًا بالمدنيين.

## الضحايا
قُتل ما لا يقل عن 34 امرأة و18 رجلاً و54 طفلاً في الغارة، بمن فيهم أطفال كانوا يلعبون كرة القدم في الخارج وسكان يشحنون هواتفهم في محل بقالة بالطابق الأول. وينتمي الضحايا إلى 22 عائلة، حيث فقدت عائلة أبو سعيد 23 من أقاربها في الغارة.
ولا يزال العدد الإجمالي للفلسطينيين الذين قتلوا في الهجوم غير معروف. حددت هيومن رايتس ووتش مقتل 106 أشخاص. حدد تحقيق أجرته منظمة إيروارز 133 ضحية من 14 عائلة، وذكر أن العديد من الجثث لا تزال مدفونة تحت الأنقاض. وقدر التحقيق وقوع 133-164 ضحية، منهم 67-77 طفلاً.

## التحقيق
في 4 أبريل/نيسان 2024، انتهى تحقيق أجرته هيومن رايتس ووتش إلى أن الهجوم الإسرائيلي على مبنى المهندسين في أواخر أكتوبر/تشرين الأول لم يكن له هدف عسكري واضح، مما يجعله جريمة حرب واضحة. ولم يجد التقرير "أي دليل على وجود هدف عسكري في محيط المبنى وقت الهجوم الإسرائيلي، مما يجعل الضربة عشوائية بشكل غير قانوني بموجب قوانين الحرب"، مضيفًا أنه بناءً على الطلب لم تقدم السلطات الإسرائيلية أي مبرر للهجوم. إجرى التحقيق جزئيًا من خلال مقابلات مع الناجين، وتحليل صور الأقمار الصناعية والصور ومقاطع الفيديو المنشورة بعد الهجوم. وبسبب سيطرة إسرائيل على حدود غزة، لم يتمكنوا من دخول غزة والتفتيش بشكل مباشر.
ودعت هيومن رايتس ووتش جميع الدول إلى "تعليق المساعدات العسكرية ومبيعات الأسلحة لإسرائيل طالما أن قواتها ترتكب انتهاكات منهجية وواسعة النطاق لقوانين الحرب ضد المدنيين الفلسطينيين مع الإفلات من العقاب". "الحكومات التي تستمر في تزويد الحكومة الإسرائيلية بالأسلحة تخاطر بالتواطؤ في جرائم الحرب". وسلطت المجموعة الضوء على الحاجة الملحة إلى إجراء تحقيق من جانب المحكمة الجنائية الدولية في الجرائم الخطيرة المرتكبة أثناء الصراع.